# بانک فرانسه
بانک فرانسه (فرانسوی: Banque de France‎) بانک مرکزی فرانسه است که مرکز آن در پاریس واقع شده‌است و مرتبط با بانک مرکزی اروپا است. این بانک در سال ۱۸۰۰ تأسیس شد و به عنوان یک بانک مرکزی قدرتمند، نقش بزرگی در حل بحران مالی ۱۸۴۸ داشت. بزرگ‌ترین نقش این بانک پیاده‌سازی نرخ بهره در سیستم بانک‌های مرکزی اروپا است.